# Juraj Papánek
Juraj Papánek (* 1. April 1738 in Kuklov bei Senica, Slowakei, damals Königreich Ungarn; † 11. April 1802 in Olasz, Komitat Baranya, Ungarn) war ein slowakischer katholischer Geistlicher und Historiker.

## Leben
Papánek entstammte einer Familie, die wegen ihrer Verdienste in den Türkenkriegen im 17. Jh. geadelt worden war. Er besuchte das Gymnasium in Nikolsburg (Mikulov) und Pressburg (Bratislava), ehe er Philosophie in Ofen (Budapest), Rechtswissenschaft in Erlau (Eger) und Theologie in Fünfkirchen (Pécs) studierte. 1763 erhielt er die Priesterweihe und war dann 1763–1767 Kaplan in Tolnau und Németbóly, 1767–1772 Pfarrer in Vörösmárt (Zmajevac, heute Kroatien) und schließlich bis zu seinem Tod Pfarrer in Olasz, wo er die kroatische Bevölkerung betreute. Ab 1790 war er auch Kreisdekan.

## Werk
Auf Grund seiner zahlreichen historischen Schriften erwarb sich Papánek den Ruf, der erste slowakische Historiker gewesen zu sein. Von seinen zahlreichen Werken erlangte vor allem eines weite Beachtung: Historia gentis Slavae, 1780. Es ist die erste zusammenfassende Darstellung der slowakischen Geschichte. Darin stellte er die Theorie auf, dass die Slowaken die autochthone Bevölkerung des Karpatenbeckens sind und die slawischen Völker überhaupt hier ihren Ursprung hätten. Somit wäre die slowakische Sprache die ursprünglichste slawische Sprache. Er sah eine Rechtskontinuität des slowakischen Staates vom 9. Jh. an, indem die Slowaken das ungarische Königreich mitbegründet hätten. Außerdem legte er in seinem Werk einen besonderen Schwerpunkt auf die Geschichte des Großmährischen Reiches und die Slawenmission durch Kyrill und Method.
Mit diesem Geschichtswerk wirkte Papánek auf die Bewegung der nationalen Wiedergeburt und spielt in der Nationwerdung des slowakischen Volkes eine nicht unwesentliche Rolle. Allerdings war Papánek vordergründiger Patriotismus fern. Er bekannte sich als Slowake von Geburt, als Deutscher von Erziehung, als Ungar durch seinen Adel und als Illyrier durch sein Hirtenamt.
- Historia gentis Slavae – De regno regibusque Slavorum atque cum prisci civilis et ecclesiastici, tum huius aevi statu gentis Slavae, Fünfkirchen 1780
- Geographica descriptio comitatus Baranyensis, Fünfkirchen 1783
- Tropaea bellicosae victricis, intrepidae generosaeque Germaniae Martis cohortis, Fünfkirchen 1789

## Nachleben
Anlässlich des 200. Todestages widmete die Slowakische Post Juraj Papánek eine Sonderbriefmarke.